# Jürgen Klinge
Jürgen Klinge (ur. 27 czerwca 1940 w Lipsku) – wschodnioniemiecki zapaśnik walczący w stylu klasycznym. Olimpijczyk z Meksyku 1968, gdzie zajął trzynaste miejsce w kategorii do 97 kg.
Piąty na mistrzostwach świata w 1967. Piąty na mistrzostwach Europy w 1970 roku.
Mistrz NRD w latach 1965–1968 i 1972; drugi w 1964, 1969 i 1971. Trzeci w stylu wolnym w 1965 roku.